# كيني دالي
كيني دالي (بالإنجليزية: Kenny Dale)‏ هو كاتب أغاني أمريكي، ولد في 3 أكتوبر 1951.